# Liste des souverains arméniens de Cilicie
Pour l’article homonyme, voir Liste des rois d'Arménie.
Cet article dresse la liste des souverains arméniens de Cilicie (princes, puis rois à partir de 1198). Après la conquête de l'Arménie par les Seldjoukides, les Arméniens émigrèrent massivement vers la région d'Édesse, l'Anti-Taurus et la Cilicie. Dans cette dernière région, des princes arméniens prirent le pouvoir, évincèrent les Byzantins et créèrent une principauté reconquise par Byzance durant les règnes de Jean puis Manuel Comnène. De nouveau indépendante, puis royaume, elle fut finalement conquise par les Mamelouks. Les rois de ce nouveau royaume portèrent le titre de « roi d'Arménie », bien que ce royaume fut territorialement différent des premiers royaumes d'Arménie.

## Les précurseurs

### Dynastie roupénide
- 1080-1095 : Roupen Ier, seigneur de Bartzeberd
- 1095-1102 : Constantin Ier, seigneur de Bartzeberd et de Vahka, fils du précédent

## Princes des Montagnes
Pour marquer son indépendance vis-à-vis de Byzance, ainsi que le contrôle de la partie montagneuse de la Cilicie, Thoros Ier prit le titre de prince des Montagnes (princeps de montibus).

### Dynastie roupénide
- 1102-1129 : Thoros Ier, fils du précédent
- 1129 : Constantin II, fils du précédent
- 1129-1140 : Léon Ier, frère de Thoros Ier
- 1140-1169 : Thoros II, fils du précédent, marié à Isabelle de Courtenay, fille de Josselin II d'Édesse
- 1169-1170 : Roupen II, fils du précédent
- 1170-1175 : Mleh, troisième fils de Léon Ier
- 1175-1187 : Roupen III, fils d'Étienne (deuxième fils de Léon Ier, mort en 1165, marié à Isabelle de Toron, fille d'Onfroy III de Toron
- 1187-1198 : Léon II, frère du précédent
marié en premières noces à Isabelle d'Antioche
marié en secondes noces à Sibylle de Lusignan, fille d'Aimery II de Lusignan, roi de Chypre.

## Rois d'Arménie

Armoiries de Léon II, déduites d'un de ses sceaux

### Dynastie roupénide
- 1198-1219 : Léon II le Grand
- 1219-1252 : Isabelle d'Arménie, fille du précédent
mariée en premières noces en 1222 à Philippe d'Antioche
mariée en secondes noces en 1226 à Héthoum Ier de Barberon

### Maison d'Antioche
- 1222-1225 : Philippe d'Antioche, fils de Bohémond IV d'Antioche

### Dynastie héthoumide

Armoiries des rois d'Arménie de la famille héthoumide : d'argent au lion de gueules, armé, lampassé et couronné d'azur.

- 1226-1269 : Héthoum Ier, seigneur de Barberon
- 1269-1289 : Léon III, fils du précédent
marié à Kyranna de Lampron
- 1289-1293 : Héthoum II, fils du précédent
marié à Hevis de Lusignan, fille d'Hugues III de Chypre, abdique
- 1293-1295 : Thoros III, frère du précédent
marié en 1288 à Marguerite de Lusignan, fille d'Hugues III de Chypre, abdique
- 1295-1296 : Héthoum II, restauré, puis détrôné
- 1296-1298 : Smbat, frère du précédent, usurpateur
- 1298-1299 : Constantin III, frère du précédent
- 1299-1303 : Héthoum II, restauré, puis abdique
- 1303-1307 : Léon IV, fils de Thoros III
marié à Marie de Lusignan, fille d'Amaury II de Chypre
- 1307-1308 : Constantin III, de nouveau
- 1308-1320 : Oshin, frère du précédent
marié en premières noces à Isabelle de Korikos
marié en secondes noces à Isabelle de Lusignan, fille d'Hugues III de Chypre
marié en troisièmes noces à Jeanne de Tarente, fille de Philippe Ier de Tarente
- 1320-1341 : Léon V, fils du précédent et d'Isabelle de Korikos
marié en premières noces à Alice de Korikos
marié en secondes noces à Constance de Sicile

### Maison de Lusignan

Armoiries des rois d'Arménie de la famille de Lusignan.

- 1341-1344 : Constantin IV de Lusignan, fils d'Amaury II de Chypre et d'Isabelle d'Arménie, fille de Léon III

### Dynastie hétoumide
- 1344-1362 : Constantin V de Néghir (héthoumide), cousin de Constantin IV et descendant d'un frère d'Héthoum Ier
marié en 1342 à Marie de Korikos, belle-sœur de Léon V
- 1362-1373 : Constantin VI de Néghir (héthoumide), cousin germain du précédent

### Maison de Lusignan
- 1373-1375 : Léon VI de Lusignan, fils de Jean de Lusignan, neveu de Constantin IV
marié en 1369 à Marguerite de Soissons (morte en 1380)

Le royaume est conquis par les Mamelouks en 1375.

## Rois titulaires d'Arménie
- 1375-1393 : Léon VI
- 1393-1398 : Jacques Ier de Chypre, cousin de Léon VI
- 1398-1432 : Janus de Chypre
- 1432-1458 : Jean II de Chypre
- 1458-1464 : Charlotte de Chypre

Le titre passe dans la maison de Savoie. Voir aussi Armorial de la maison de Savoie.

## Généalogie

### Les Roupénides et les Héthoumides
|                                         |                                         |                                         |                                         | Roupénides                               | Roupénides                               | Roupénides                               | Roupénides                               | Roupénides                                 | Roupénides                                 |                                            |                                            |                                            |                                            |                                    |                                    |                                      |                                      |                                      |                                      |                                      |                                      |                                      |                                      |                                       |                                       |                                       |                                       |                                       |                                       |                                     |                                     |                                                   |                                                   | Héthoumides                                       | Héthoumides                                       | Héthoumides                                       | Héthoumides                                       | Héthoumides                      | Héthoumides                      |                                  |                                  |                                  |                                  |                                  |                                  |                                 |                                 |                                 |                                 |                     |                     |                                          |                                          |                                          |                                          |                                          |                                          |                               |                               |                               |                               |  |  |                                      |                                      |                                      |                                      |                                      |                                      |                       |                       |                       |                       |         |         |         |         |  |  |  |  |  |  |  |  |  |  |  |  |  |  |  |  |  |  |  |  |  |  |  |  |  |  |
|                                         |                                         |                                         |                                         | Roupénides                               | Roupénides                               | Roupénides                               | Roupénides                               | Roupénides                                 | Roupénides                                 |                                            |                                            |                                            |                                            |                                    |                                    |                                      |                                      |                                      |                                      |                                      |                                      |                                      |                                      |                                       |                                       |                                       |                                       |                                       |                                       |                                     |                                     |                                                   |                                                   | Héthoumides                                       | Héthoumides                                       | Héthoumides                                       | Héthoumides                                       | Héthoumides                      | Héthoumides                      |                                  |                                  |                                  |                                  |                                  |                                  |                                 |                                 |                                 |                                 |                     |                     |                                          |                                          |                                          |                                          |                                          |                                          |                               |                               |                               |                               |  |  |                                      |                                      |                                      |                                      |                                      |                                      |                       |                       |                       |                       |         |         |         |         |  |  |  |  |  |  |  |  |  |  |  |  |  |  |  |  |  |  |  |  |  |  |  |  |  |  |
|                                         |                                         |                                         |                                         | Roupen Ier († 1095) prince d'Arménie     | Roupen Ier († 1095) prince d'Arménie     | Roupen Ier († 1095) prince d'Arménie     | Roupen Ier († 1095) prince d'Arménie     | Roupen Ier († 1095) prince d'Arménie       | Roupen Ier († 1095) prince d'Arménie       |                                            |                                            |                                            |                                            |                                    |                                    |                                      |                                      |                                      |                                      |                                      |                                      |                                      |                                      |                                       |                                       |                                       |                                       |                                       |                                       |                                     |                                     |                                                   |                                                   | Héthoum Ier († 1071) Sgr Lampron                  | Héthoum Ier († 1071) Sgr Lampron                  | Héthoum Ier († 1071) Sgr Lampron                  | Héthoum Ier († 1071) Sgr Lampron                  | Héthoum Ier († 1071) Sgr Lampron | Héthoum Ier († 1071) Sgr Lampron |                                  |                                  |                                  |                                  |                                  |                                  |                                 |                                 |                                 |                                 |                     |                     |                                          |                                          |                                          |                                          |                                          |                                          |                               |                               |                               |                               |  |  |                                      |                                      |                                      |                                      |                                      |                                      |                       |                       |                       |                       |         |         |         |         |  |  |  |  |  |  |  |  |  |  |  |  |  |  |  |  |  |  |  |  |  |  |  |  |  |  |
|                                         |                                         |                                         |                                         | Roupen Ier († 1095) prince d'Arménie     | Roupen Ier († 1095) prince d'Arménie     | Roupen Ier († 1095) prince d'Arménie     | Roupen Ier († 1095) prince d'Arménie     | Roupen Ier († 1095) prince d'Arménie       | Roupen Ier († 1095) prince d'Arménie       |                                            |                                            |                                            |                                            |                                    |                                    |                                      |                                      |                                      |                                      |                                      |                                      |                                      |                                      |                                       |                                       |                                       |                                       |                                       |                                       |                                     |                                     |                                                   |                                                   | Héthoum Ier († 1071) Sgr Lampron                  | Héthoum Ier († 1071) Sgr Lampron                  | Héthoum Ier († 1071) Sgr Lampron                  | Héthoum Ier († 1071) Sgr Lampron                  | Héthoum Ier († 1071) Sgr Lampron | Héthoum Ier († 1071) Sgr Lampron |                                  |                                  |                                  |                                  |                                  |                                  |                                 |                                 |                                 |                                 |                     |                     |                                          |                                          |                                          |                                          |                                          |                                          |                               |                               |                               |                               |  |  |                                      |                                      |                                      |                                      |                                      |                                      |                       |                       |                       |                       |         |         |         |         |  |  |  |  |  |  |  |  |  |  |  |  |  |  |  |  |  |  |  |  |  |  |  |  |  |  |
|                                         |                                         |                                         |                                         | Constantin Ier († 1102) prince d'Arménie | Constantin Ier († 1102) prince d'Arménie | Constantin Ier († 1102) prince d'Arménie | Constantin Ier († 1102) prince d'Arménie | Constantin Ier († 1102) prince d'Arménie   | Constantin Ier († 1102) prince d'Arménie   |                                            |                                            |                                            |                                            |                                    |                                    |                                      |                                      |                                      |                                      |                                      |                                      |                                      |                                      |                                       |                                       |                                       |                                       |                                       |                                       |                                     |                                     |                                                   |                                                   | Oshin Ier († 1110) Sgr Lampron                    | Oshin Ier († 1110) Sgr Lampron                    | Oshin Ier († 1110) Sgr Lampron                    | Oshin Ier († 1110) Sgr Lampron                    | Oshin Ier († 1110) Sgr Lampron   | Oshin Ier († 1110) Sgr Lampron   |                                  |                                  |                                  |                                  |                                  |                                  |                                 |                                 |                                 |                                 |                     |                     |                                          |                                          |                                          |                                          |                                          |                                          |                               |                               |                               |                               |  |  |                                      |                                      |                                      |                                      |                                      |                                      |                       |                       |                       |                       |         |         |         |         |  |  |  |  |  |  |  |  |  |  |  |  |  |  |  |  |  |  |  |  |  |  |  |  |  |  |
|                                         |                                         |                                         |                                         | Constantin Ier († 1102) prince d'Arménie | Constantin Ier († 1102) prince d'Arménie | Constantin Ier († 1102) prince d'Arménie | Constantin Ier († 1102) prince d'Arménie | Constantin Ier († 1102) prince d'Arménie   | Constantin Ier († 1102) prince d'Arménie   |                                            |                                            |                                            |                                            |                                    |                                    |                                      |                                      |                                      |                                      |                                      |                                      |                                      |                                      |                                       |                                       |                                       |                                       |                                       |                                       |                                     |                                     |                                                   |                                                   | Oshin Ier († 1110) Sgr Lampron                    | Oshin Ier († 1110) Sgr Lampron                    | Oshin Ier († 1110) Sgr Lampron                    | Oshin Ier († 1110) Sgr Lampron                    | Oshin Ier († 1110) Sgr Lampron   | Oshin Ier († 1110) Sgr Lampron   |                                  |                                  |                                  |                                  |                                  |                                  |                                 |                                 |                                 |                                 |                     |                     |                                          |                                          |                                          |                                          |                                          |                                          |                               |                               |                               |                               |  |  |                                      |                                      |                                      |                                      |                                      |                                      |                       |                       |                       |                       |         |         |         |         |  |  |  |  |  |  |  |  |  |  |  |  |  |  |  |  |  |  |  |  |  |  |  |  |  |  |
|                                         |                                         |                                         |                                         |                                          |                                          |                                          |                                          |                                            |                                            |                                            |                                            |                                            |                                            |                                    |                                    |                                      |                                      |                                      |                                      |                                      |                                      |                                      |                                      |                                       |                                       |                                       |                                       |                                       |                                       |                                     |                                     |                                                   |                                                   |                                                   |                                                   |                                                   |                                                   |                                  |                                  |                                  |                                  |                                  |                                  |                                  |                                  |                                 |                                 |                                 |                                 |                     |                     |                                          |                                          |                                          |                                          |                                          |                                          |                               |                               |                               |                               |  |  |                                      |                                      |                                      |                                      |                                      |                                      |                       |                       |                       |                       |         |         |         |         |  |  |  |  |  |  |  |  |  |  |  |  |  |  |  |  |  |  |  |  |  |  |  |  |  |  |
| Thoros Ier († 1129) prince d'Arménie    | Thoros Ier († 1129) prince d'Arménie    | Thoros Ier († 1129) prince d'Arménie    | Thoros Ier († 1129) prince d'Arménie    | Thoros Ier († 1129) prince d'Arménie     | Thoros Ier († 1129) prince d'Arménie     |                                          |                                          |                                            |                                            | Léon Ier († 1138) prince d'Arménie         | Léon Ier († 1138) prince d'Arménie         | Léon Ier († 1138) prince d'Arménie         | Léon Ier († 1138) prince d'Arménie         | Léon Ier († 1138) prince d'Arménie | Léon Ier († 1138) prince d'Arménie |                                      |                                      | Béatrice x Josselin Ier Cte d'Édesse | Béatrice x Josselin Ier Cte d'Édesse | Béatrice x Josselin Ier Cte d'Édesse | Béatrice x Josselin Ier Cte d'Édesse | Béatrice x Josselin Ier Cte d'Édesse | Béatrice x Josselin Ier Cte d'Édesse |                                       |                                       |                                       |                                       |                                       |                                       |                                     |                                     |                                                   |                                                   | Héthoum II († 1143) Sgr Lampron                   | Héthoum II († 1143) Sgr Lampron                   | Héthoum II († 1143) Sgr Lampron                   | Héthoum II († 1143) Sgr Lampron                   | Héthoum II († 1143) Sgr Lampron  | Héthoum II († 1143) Sgr Lampron  |                                  |                                  |                                  |                                  |                                  |                                  |                                 |                                 |                                 |                                 |                     |                     |                                          |                                          |                                          |                                          |                                          |                                          |                               |                               |                               |                               |  |  |                                      |                                      |                                      |                                      |                                      |                                      |                       |                       |                       |                       |         |         |         |         |  |  |  |  |  |  |  |  |  |  |  |  |  |  |  |  |  |  |  |  |  |  |  |  |  |  |
| Thoros Ier († 1129) prince d'Arménie    | Thoros Ier († 1129) prince d'Arménie    | Thoros Ier († 1129) prince d'Arménie    | Thoros Ier († 1129) prince d'Arménie    | Thoros Ier († 1129) prince d'Arménie     | Thoros Ier († 1129) prince d'Arménie     |                                          |                                          |                                            |                                            | Léon Ier († 1138) prince d'Arménie         | Léon Ier († 1138) prince d'Arménie         | Léon Ier († 1138) prince d'Arménie         | Léon Ier († 1138) prince d'Arménie         | Léon Ier († 1138) prince d'Arménie | Léon Ier († 1138) prince d'Arménie |                                      |                                      | Béatrice x Josselin Ier Cte d'Édesse | Béatrice x Josselin Ier Cte d'Édesse | Béatrice x Josselin Ier Cte d'Édesse | Béatrice x Josselin Ier Cte d'Édesse | Béatrice x Josselin Ier Cte d'Édesse | Béatrice x Josselin Ier Cte d'Édesse |                                       |                                       |                                       |                                       |                                       |                                       |                                     |                                     |                                                   |                                                   | Héthoum II († 1143) Sgr Lampron                   | Héthoum II († 1143) Sgr Lampron                   | Héthoum II († 1143) Sgr Lampron                   | Héthoum II († 1143) Sgr Lampron                   | Héthoum II († 1143) Sgr Lampron  | Héthoum II († 1143) Sgr Lampron  |                                  |                                  |                                  |                                  |                                  |                                  |                                 |                                 |                                 |                                 |                     |                     |                                          |                                          |                                          |                                          |                                          |                                          |                               |                               |                               |                               |  |  |                                      |                                      |                                      |                                      |                                      |                                      |                       |                       |                       |                       |         |         |         |         |  |  |  |  |  |  |  |  |  |  |  |  |  |  |  |  |  |  |  |  |  |  |  |  |  |  |
|                                         |                                         |                                         |                                         |                                          |                                          |                                          |                                          |                                            |                                            |                                            |                                            |                                            |                                            |                                    |                                    |                                      |                                      |                                      |                                      |                                      |                                      |                                      |                                      |                                       |                                       |                                       |                                       |                                       |                                       |                                     |                                     |                                                   |                                                   |                                                   |                                                   |                                                   |                                                   |                                  |                                  |                                  |                                  |                                  |                                  |                                  |                                  |                                 |                                 |                                 |                                 |                     |                     |                                          |                                          |                                          |                                          |                                          |                                          |                               |                               |                               |                               |  |  |                                      |                                      |                                      |                                      |                                      |                                      |                       |                       |                       |                       |         |         |         |         |  |  |  |  |  |  |  |  |  |  |  |  |  |  |  |  |  |  |  |  |  |  |  |  |  |  |
| Constantin II († 1129) prince d'Arménie | Constantin II († 1129) prince d'Arménie | Constantin II († 1129) prince d'Arménie | Constantin II († 1129) prince d'Arménie | Constantin II († 1129) prince d'Arménie  | Constantin II († 1129) prince d'Arménie  |                                          |                                          | Thoros II († 1168) prince d'Arménie        | Thoros II († 1168) prince d'Arménie        | Thoros II († 1168) prince d'Arménie        | Thoros II († 1168) prince d'Arménie        | Thoros II († 1168) prince d'Arménie        | Thoros II († 1168) prince d'Arménie        |                                    |                                    | Mleh († 1174) prince d'Arménie       | Mleh († 1174) prince d'Arménie       | Mleh († 1174) prince d'Arménie       | Mleh († 1174) prince d'Arménie       | Mleh († 1174) prince d'Arménie       | Mleh († 1174) prince d'Arménie       |                                      |                                      |                                       |                                       | Sembat († 1153) Sgr Barbaron          | Sembat († 1153) Sgr Barbaron          | Sembat († 1153) Sgr Barbaron          | Sembat († 1153) Sgr Barbaron          | Sembat († 1153) Sgr Barbaron        | Sembat († 1153) Sgr Barbaron        |                                                   |                                                   |                                                   |                                                   |                                                   |                                                   |                                  |                                  | Oshin II († 1170) Sgr Lampron    | Oshin II († 1170) Sgr Lampron    | Oshin II († 1170) Sgr Lampron    | Oshin II († 1170) Sgr Lampron    | Oshin II († 1170) Sgr Lampron    | Oshin II († 1170) Sgr Lampron    |                                 |                                 |                                 |                                 |                     |                     |                                          |                                          |                                          |                                          |                                          |                                          |                               |                               |                               |                               |  |  |                                      |                                      |                                      |                                      |                                      |                                      |                       |                       |                       |                       |         |         |         |         |  |  |  |  |  |  |  |  |  |  |  |  |  |  |  |  |  |  |  |  |  |  |  |  |  |  |
| Constantin II († 1129) prince d'Arménie | Constantin II († 1129) prince d'Arménie | Constantin II († 1129) prince d'Arménie | Constantin II († 1129) prince d'Arménie | Constantin II († 1129) prince d'Arménie  | Constantin II († 1129) prince d'Arménie  |                                          |                                          | Thoros II († 1168) prince d'Arménie        | Thoros II († 1168) prince d'Arménie        | Thoros II († 1168) prince d'Arménie        | Thoros II († 1168) prince d'Arménie        | Thoros II († 1168) prince d'Arménie        | Thoros II († 1168) prince d'Arménie        |                                    |                                    | Mleh († 1174) prince d'Arménie       | Mleh († 1174) prince d'Arménie       | Mleh († 1174) prince d'Arménie       | Mleh († 1174) prince d'Arménie       | Mleh († 1174) prince d'Arménie       | Mleh († 1174) prince d'Arménie       |                                      |                                      |                                       |                                       | Sembat († 1153) Sgr Barbaron          | Sembat († 1153) Sgr Barbaron          | Sembat († 1153) Sgr Barbaron          | Sembat († 1153) Sgr Barbaron          | Sembat († 1153) Sgr Barbaron        | Sembat († 1153) Sgr Barbaron        |                                                   |                                                   |                                                   |                                                   |                                                   |                                                   |                                  |                                  | Oshin II († 1170) Sgr Lampron    | Oshin II († 1170) Sgr Lampron    | Oshin II († 1170) Sgr Lampron    | Oshin II († 1170) Sgr Lampron    | Oshin II († 1170) Sgr Lampron    | Oshin II († 1170) Sgr Lampron    |                                 |                                 |                                 |                                 |                     |                     |                                          |                                          |                                          |                                          |                                          |                                          |                               |                               |                               |                               |  |  |                                      |                                      |                                      |                                      |                                      |                                      |                       |                       |                       |                       |         |         |         |         |  |  |  |  |  |  |  |  |  |  |  |  |  |  |  |  |  |  |  |  |  |  |  |  |  |  |
|                                         |                                         |                                         |                                         |                                          |                                          |                                          |                                          |                                            |                                            |                                            |                                            |                                            |                                            |                                    |                                    |                                      |                                      |                                      |                                      |                                      |                                      |                                      |                                      |                                       |                                       |                                       |                                       |                                       |                                       |                                     |                                     |                                                   |                                                   |                                                   |                                                   |                                                   |                                                   |                                  |                                  |                                  |                                  |                                  |                                  |                                  |                                  |                                 |                                 |                                 |                                 |                     |                     |                                          |                                          |                                          |                                          |                                          |                                          |                               |                               |                               |                               |  |  |                                      |                                      |                                      |                                      |                                      |                                      |                       |                       |                       |                       |         |         |         |         |  |  |  |  |  |  |  |  |  |  |  |  |  |  |  |  |  |  |  |  |  |  |  |  |  |  |
|                                         |                                         |                                         |                                         | Roupen II († 1169) prince d'Arménie      | Roupen II († 1169) prince d'Arménie      | Roupen II († 1169) prince d'Arménie      | Roupen II († 1169) prince d'Arménie      | Roupen II († 1169) prince d'Arménie        | Roupen II († 1169) prince d'Arménie        |                                            |                                            | Etienne († 1165)                           | Etienne († 1165)                           | Etienne († 1165)                   | Etienne († 1165)                   | Etienne († 1165)                     | Etienne († 1165)                     |                                      |                                      | Rita de Barberon                     | Rita de Barberon                     | Rita de Barberon                     | Rita de Barberon                     | Rita de Barberon                      | Rita de Barberon                      |                                       |                                       | Vasak Sgr Barbaron                    | Vasak Sgr Barbaron                    | Vasak Sgr Barbaron                  | Vasak Sgr Barbaron                  | Vasak Sgr Barbaron                                | Vasak Sgr Barbaron                                |                                                   |                                                   |                                                   |                                                   |                                  |                                  | Héthoum III († 1218) Sgr Lampron | Héthoum III († 1218) Sgr Lampron | Héthoum III († 1218) Sgr Lampron | Héthoum III († 1218) Sgr Lampron | Héthoum III († 1218) Sgr Lampron | Héthoum III († 1218) Sgr Lampron |                                 |                                 |                                 |                                 |                     |                     |                                          |                                          |                                          |                                          |                                          |                                          |                               |                               |                               |                               |  |  |                                      |                                      |                                      |                                      |                                      |                                      |                       |                       |                       |                       |         |         |         |         |  |  |  |  |  |  |  |  |  |  |  |  |  |  |  |  |  |  |  |  |  |  |  |  |  |  |
|                                         |                                         |                                         |                                         | Roupen II († 1169) prince d'Arménie      | Roupen II († 1169) prince d'Arménie      | Roupen II († 1169) prince d'Arménie      | Roupen II († 1169) prince d'Arménie      | Roupen II († 1169) prince d'Arménie        | Roupen II († 1169) prince d'Arménie        |                                            |                                            | Etienne († 1165)                           | Etienne († 1165)                           | Etienne († 1165)                   | Etienne († 1165)                   | Etienne († 1165)                     | Etienne († 1165)                     |                                      |                                      | Rita de Barberon                     | Rita de Barberon                     | Rita de Barberon                     | Rita de Barberon                     | Rita de Barberon                      | Rita de Barberon                      |                                       |                                       | Vasak Sgr Barbaron                    | Vasak Sgr Barbaron                    | Vasak Sgr Barbaron                  | Vasak Sgr Barbaron                  | Vasak Sgr Barbaron                                | Vasak Sgr Barbaron                                |                                                   |                                                   |                                                   |                                                   |                                  |                                  | Héthoum III († 1218) Sgr Lampron | Héthoum III († 1218) Sgr Lampron | Héthoum III († 1218) Sgr Lampron | Héthoum III († 1218) Sgr Lampron | Héthoum III († 1218) Sgr Lampron | Héthoum III († 1218) Sgr Lampron |                                 |                                 |                                 |                                 |                     |                     |                                          |                                          |                                          |                                          |                                          |                                          |                               |                               |                               |                               |  |  |                                      |                                      |                                      |                                      |                                      |                                      |                       |                       |                       |                       |         |         |         |         |  |  |  |  |  |  |  |  |  |  |  |  |  |  |  |  |  |  |  |  |  |  |  |  |  |  |
|                                         |                                         |                                         |                                         |                                          |                                          |                                          |                                          |                                            |                                            |                                            |                                            |                                            |                                            |                                    |                                    |                                      |                                      |                                      |                                      |                                      |                                      |                                      |                                      |                                       |                                       |                                       |                                       |                                       |                                       |                                     |                                     |                                                   |                                                   |                                                   |                                                   |                                                   |                                                   |                                  |                                  |                                  |                                  |                                  |                                  |                                  |                                  |                                 |                                 |                                 |                                 |                     |                     |                                          |                                          |                                          |                                          |                                          |                                          |                               |                               |                               |                               |  |  |                                      |                                      |                                      |                                      |                                      |                                      |                       |                       |                       |                       |         |         |         |         |  |  |  |  |  |  |  |  |  |  |  |  |  |  |  |  |  |  |  |  |  |  |  |  |  |  |
|                                         |                                         |                                         |                                         |                                          |                                          |                                          |                                          |                                            |                                            |                                            |                                            |                                            |                                            |                                    |                                    |                                      |                                      |                                      |                                      |                                      |                                      |                                      |                                      |                                       |                                       |                                       |                                       |                                       |                                       |                                     |                                     |                                                   |                                                   |                                                   |                                                   |                                                   |                                                   |                                  |                                  |                                  |                                  |                                  |                                  |                                  |                                  |                                 |                                 |                                 |                                 |                     |                     |                                          |                                          |                                          |                                          |                                          |                                          |                               |                               |                               |                               |  |  |                                      |                                      |                                      |                                      |                                      |                                      |                       |                       |                       |                       |         |         |         |         |  |  |  |  |  |  |  |  |  |  |  |  |  |  |  |  |  |  |  |  |  |  |  |  |  |  |
| Roupen III († 1187) prince d'Arménie    | Roupen III († 1187) prince d'Arménie    | Roupen III († 1187) prince d'Arménie    | Roupen III († 1187) prince d'Arménie    | Roupen III († 1187) prince d'Arménie     | Roupen III († 1187) prince d'Arménie     |                                          |                                          |                                            |                                            |                                            |                                            |                                            |                                            |                                    |                                    | Léon II († 1219) roi d'Arménie       | Léon II († 1219) roi d'Arménie       | Léon II († 1219) roi d'Arménie       | Léon II († 1219) roi d'Arménie       | Léon II († 1219) roi d'Arménie       | Léon II († 1219) roi d'Arménie       |                                      |                                      |                                       |                                       |                                       |                                       | Constantin (1180-1263) Sgr Barbaron   | Constantin (1180-1263) Sgr Barbaron   | Constantin (1180-1263) Sgr Barbaron | Constantin (1180-1263) Sgr Barbaron | Constantin (1180-1263) Sgr Barbaron               | Constantin (1180-1263) Sgr Barbaron               |                                                   |                                                   | Alix de Lampron                                   | Alix de Lampron                                   | Alix de Lampron                  | Alix de Lampron                  | Alix de Lampron                  | Alix de Lampron                  |                                  |                                  | Kostandin († 1250) Sgr Lampron   | Kostandin († 1250) Sgr Lampron   | Kostandin († 1250) Sgr Lampron  | Kostandin († 1250) Sgr Lampron  | Kostandin († 1250) Sgr Lampron  | Kostandin († 1250) Sgr Lampron  |                     |                     |                                          |                                          |                                          |                                          |                                          |                                          |                               |                               |                               |                               |  |  |                                      |                                      |                                      |                                      |                                      |                                      |                       |                       |                       |                       |         |         |         |         |  |  |  |  |  |  |  |  |  |  |  |  |  |  |  |  |  |  |  |  |  |  |  |  |  |  |
| Roupen III († 1187) prince d'Arménie    | Roupen III († 1187) prince d'Arménie    | Roupen III († 1187) prince d'Arménie    | Roupen III († 1187) prince d'Arménie    | Roupen III († 1187) prince d'Arménie     | Roupen III († 1187) prince d'Arménie     |                                          |                                          |                                            |                                            |                                            |                                            |                                            |                                            |                                    |                                    | Léon II († 1219) roi d'Arménie       | Léon II († 1219) roi d'Arménie       | Léon II († 1219) roi d'Arménie       | Léon II († 1219) roi d'Arménie       | Léon II († 1219) roi d'Arménie       | Léon II († 1219) roi d'Arménie       |                                      |                                      |                                       |                                       |                                       |                                       | Constantin (1180-1263) Sgr Barbaron   | Constantin (1180-1263) Sgr Barbaron   | Constantin (1180-1263) Sgr Barbaron | Constantin (1180-1263) Sgr Barbaron | Constantin (1180-1263) Sgr Barbaron               | Constantin (1180-1263) Sgr Barbaron               |                                                   |                                                   | Alix de Lampron                                   | Alix de Lampron                                   | Alix de Lampron                  | Alix de Lampron                  | Alix de Lampron                  | Alix de Lampron                  |                                  |                                  | Kostandin († 1250) Sgr Lampron   | Kostandin († 1250) Sgr Lampron   | Kostandin († 1250) Sgr Lampron  | Kostandin († 1250) Sgr Lampron  | Kostandin († 1250) Sgr Lampron  | Kostandin († 1250) Sgr Lampron  |                     |                     |                                          |                                          |                                          |                                          |                                          |                                          |                               |                               |                               |                               |  |  |                                      |                                      |                                      |                                      |                                      |                                      |                       |                       |                       |                       |         |         |         |         |  |  |  |  |  |  |  |  |  |  |  |  |  |  |  |  |  |  |  |  |  |  |  |  |  |  |
|                                         |                                         |                                         |                                         |                                          |                                          |                                          |                                          |                                            |                                            |                                            |                                            |                                            |                                            |                                    |                                    |                                      |                                      |                                      |                                      |                                      |                                      |                                      |                                      |                                       |                                       |                                       |                                       |                                       |                                       |                                     |                                     |                                                   |                                                   |                                                   |                                                   |                                                   |                                                   |                                  |                                  |                                  |                                  |                                  |                                  |                                  |                                  |                                 |                                 |                                 |                                 |                     |                     |                                          |                                          |                                          |                                          |                                          |                                          |                               |                               |                               |                               |  |  |                                      |                                      |                                      |                                      |                                      |                                      |                       |                       |                       |                       |         |         |         |         |  |  |  |  |  |  |  |  |  |  |  |  |  |  |  |  |  |  |  |  |  |  |  |  |  |  |
|                                         |                                         |                                         |                                         |                                          |                                          |                                          |                                          |                                            |                                            |                                            |                                            |                                            |                                            |                                    |                                    |                                      |                                      |                                      |                                      |                                      |                                      |                                      |                                      |                                       |                                       |                                       |                                       |                                       |                                       |                                     |                                     |                                                   |                                                   |                                                   |                                                   |                                                   |                                                   |                                  |                                  |                                  |                                  |                                  |                                  |                                  |                                  |                                 |                                 |                                 |                                 |                     |                     |                                          |                                          |                                          |                                          |                                          |                                          |                               |                               |                               |                               |  |  |                                      |                                      |                                      |                                      |                                      |                                      |                       |                       |                       |                       |         |         |         |         |  |  |  |  |  |  |  |  |  |  |  |  |  |  |  |  |  |  |  |  |  |  |  |  |  |  |
| Alice x Raymond IV Cte Tripoli          | Alice x Raymond IV Cte Tripoli          | Alice x Raymond IV Cte Tripoli          | Alice x Raymond IV Cte Tripoli          | Alice x Raymond IV Cte Tripoli           | Alice x Raymond IV Cte Tripoli           |                                          |                                          | Philippe d'Antioche († 1225) roi d'Arménie | Philippe d'Antioche († 1225) roi d'Arménie | Philippe d'Antioche († 1225) roi d'Arménie | Philippe d'Antioche († 1225) roi d'Arménie | Philippe d'Antioche († 1225) roi d'Arménie | Philippe d'Antioche († 1225) roi d'Arménie |                                    |                                    | Isabelle († 1252) reine d'Arménie    | Isabelle († 1252) reine d'Arménie    | Isabelle († 1252) reine d'Arménie    | Isabelle († 1252) reine d'Arménie    | Isabelle († 1252) reine d'Arménie    | Isabelle († 1252) reine d'Arménie    |                                      |                                      | Héthoum Ier (1205-1269) roi d'Arménie | Héthoum Ier (1205-1269) roi d'Arménie | Héthoum Ier (1205-1269) roi d'Arménie | Héthoum Ier (1205-1269) roi d'Arménie | Héthoum Ier (1205-1269) roi d'Arménie | Héthoum Ier (1205-1269) roi d'Arménie |                                     |                                     |                                                   |                                                   |                                                   |                                                   |                                                   |                                                   |                                  |                                  |                                  |                                  |                                  |                                  | Héthoum IV († 1250) Sgr Lampron  | Héthoum IV († 1250) Sgr Lampron  | Héthoum IV († 1250) Sgr Lampron | Héthoum IV († 1250) Sgr Lampron | Héthoum IV († 1250) Sgr Lampron | Héthoum IV († 1250) Sgr Lampron |                     |                     | Oshin Ier Sgr Korikos                    | Oshin Ier Sgr Korikos                    | Oshin Ier Sgr Korikos                    | Oshin Ier Sgr Korikos                    | Oshin Ier Sgr Korikos                    | Oshin Ier Sgr Korikos                    |                               |                               |                               |                               |  |  |                                      |                                      |                                      |                                      | Constantin Sgr Neghir                | Constantin Sgr Neghir                | Constantin Sgr Neghir | Constantin Sgr Neghir | Constantin Sgr Neghir | Constantin Sgr Neghir |         |         |         |         |  |  |  |  |  |  |  |  |  |  |  |  |  |  |  |  |  |  |  |  |  |  |  |  |  |  |
| Alice x Raymond IV Cte Tripoli          | Alice x Raymond IV Cte Tripoli          | Alice x Raymond IV Cte Tripoli          | Alice x Raymond IV Cte Tripoli          | Alice x Raymond IV Cte Tripoli           | Alice x Raymond IV Cte Tripoli           |                                          |                                          | Philippe d'Antioche († 1225) roi d'Arménie | Philippe d'Antioche († 1225) roi d'Arménie | Philippe d'Antioche († 1225) roi d'Arménie | Philippe d'Antioche († 1225) roi d'Arménie | Philippe d'Antioche († 1225) roi d'Arménie | Philippe d'Antioche († 1225) roi d'Arménie |                                    |                                    | Isabelle († 1252) reine d'Arménie    | Isabelle († 1252) reine d'Arménie    | Isabelle († 1252) reine d'Arménie    | Isabelle († 1252) reine d'Arménie    | Isabelle († 1252) reine d'Arménie    | Isabelle († 1252) reine d'Arménie    |                                      |                                      | Héthoum Ier (1205-1269) roi d'Arménie | Héthoum Ier (1205-1269) roi d'Arménie | Héthoum Ier (1205-1269) roi d'Arménie | Héthoum Ier (1205-1269) roi d'Arménie | Héthoum Ier (1205-1269) roi d'Arménie | Héthoum Ier (1205-1269) roi d'Arménie |                                     |                                     |                                                   |                                                   |                                                   |                                                   |                                                   |                                                   |                                  |                                  |                                  |                                  |                                  |                                  | Héthoum IV († 1250) Sgr Lampron  | Héthoum IV († 1250) Sgr Lampron  | Héthoum IV († 1250) Sgr Lampron | Héthoum IV († 1250) Sgr Lampron | Héthoum IV († 1250) Sgr Lampron | Héthoum IV († 1250) Sgr Lampron |                     |                     | Oshin Ier Sgr Korikos                    | Oshin Ier Sgr Korikos                    | Oshin Ier Sgr Korikos                    | Oshin Ier Sgr Korikos                    | Oshin Ier Sgr Korikos                    | Oshin Ier Sgr Korikos                    |                               |                               |                               |                               |  |  |                                      |                                      |                                      |                                      | Constantin Sgr Neghir                | Constantin Sgr Neghir                | Constantin Sgr Neghir | Constantin Sgr Neghir | Constantin Sgr Neghir | Constantin Sgr Neghir |         |         |         |         |  |  |  |  |  |  |  |  |  |  |  |  |  |  |  |  |  |  |  |  |  |  |  |  |  |  |
|                                         |                                         |                                         |                                         |                                          |                                          |                                          |                                          |                                            |                                            |                                            |                                            |                                            |                                            |                                    |                                    |                                      |                                      |                                      |                                      |                                      |                                      |                                      |                                      |                                       |                                       |                                       |                                       |                                       |                                       |                                     |                                     |                                                   |                                                   |                                                   |                                                   |                                                   |                                                   |                                  |                                  |                                  |                                  |                                  |                                  |                                  |                                  |                                 |                                 |                                 |                                 |                     |                     |                                          |                                          |                                          |                                          |                                          |                                          |                               |                               |                               |                               |  |  |                                      |                                      |                                      |                                      |                                      |                                      |                       |                       |                       |                       |         |         |         |         |  |  |  |  |  |  |  |  |  |  |  |  |  |  |  |  |  |  |  |  |  |  |  |  |  |  |
|                                         |                                         |                                         |                                         |                                          |                                          |                                          |                                          |                                            |                                            |                                            |                                            |                                            |                                            |                                    |                                    |                                      |                                      |                                      |                                      |                                      |                                      |                                      |                                      |                                       |                                       |                                       |                                       |                                       |                                       |                                     |                                     |                                                   |                                                   |                                                   |                                                   |                                                   |                                                   |                                  |                                  |                                  |                                  |                                  |                                  |                                  |                                  |                                 |                                 |                                 |                                 |                     |                     |                                          |                                          |                                          |                                          |                                          |                                          |                               |                               |                               |                               |  |  |                                      |                                      |                                      |                                      |                                      |                                      |                       |                       |                       |                       |         |         |         |         |  |  |  |  |  |  |  |  |  |  |  |  |  |  |  |  |  |  |  |  |  |  |  |  |  |  |
| Raymond-Roupen prétendant               | Raymond-Roupen prétendant               | Raymond-Roupen prétendant               | Raymond-Roupen prétendant               | Raymond-Roupen prétendant                | Raymond-Roupen prétendant                |                                          |                                          |                                            |                                            |                                            |                                            |                                            |                                            |                                    |                                    |                                      |                                      |                                      |                                      | Léon III († 1289) roi d'Arménie      | Léon III († 1289) roi d'Arménie      | Léon III († 1289) roi d'Arménie      | Léon III († 1289) roi d'Arménie      | Léon III († 1289) roi d'Arménie       | Léon III († 1289) roi d'Arménie       |                                       |                                       |                                       |                                       |                                     |                                     |                                                   |                                                   |                                                   |                                                   |                                                   |                                                   |                                  |                                  | Keran de Lampron                 | Keran de Lampron                 | Keran de Lampron                 | Keran de Lampron                 | Keran de Lampron                 | Keran de Lampron                 |                                 |                                 |                                 |                                 |                     |                     | Héthoum l'historien († 1314) Sgr Korikos | Héthoum l'historien († 1314) Sgr Korikos | Héthoum l'historien († 1314) Sgr Korikos | Héthoum l'historien († 1314) Sgr Korikos | Héthoum l'historien († 1314) Sgr Korikos | Héthoum l'historien († 1314) Sgr Korikos |                               |                               |                               |                               |  |  |                                      |                                      |                                      |                                      |                                      |                                      |                       |                       |                       |                       |         |         |         |         |  |  |  |  |  |  |  |  |  |  |  |  |  |  |  |  |  |  |  |  |  |  |  |  |  |  |
| Raymond-Roupen prétendant               | Raymond-Roupen prétendant               | Raymond-Roupen prétendant               | Raymond-Roupen prétendant               | Raymond-Roupen prétendant                | Raymond-Roupen prétendant                |                                          |                                          |                                            |                                            |                                            |                                            |                                            |                                            |                                    |                                    |                                      |                                      |                                      |                                      | Léon III († 1289) roi d'Arménie      | Léon III († 1289) roi d'Arménie      | Léon III († 1289) roi d'Arménie      | Léon III († 1289) roi d'Arménie      | Léon III († 1289) roi d'Arménie       | Léon III († 1289) roi d'Arménie       |                                       |                                       |                                       |                                       |                                     |                                     |                                                   |                                                   |                                                   |                                                   |                                                   |                                                   |                                  |                                  | Keran de Lampron                 | Keran de Lampron                 | Keran de Lampron                 | Keran de Lampron                 | Keran de Lampron                 | Keran de Lampron                 |                                 |                                 |                                 |                                 |                     |                     | Héthoum l'historien († 1314) Sgr Korikos | Héthoum l'historien († 1314) Sgr Korikos | Héthoum l'historien († 1314) Sgr Korikos | Héthoum l'historien († 1314) Sgr Korikos | Héthoum l'historien († 1314) Sgr Korikos | Héthoum l'historien († 1314) Sgr Korikos |                               |                               |                               |                               |  |  |                                      |                                      |                                      |                                      |                                      |                                      |                       |                       |                       |                       |         |         |         |         |  |  |  |  |  |  |  |  |  |  |  |  |  |  |  |  |  |  |  |  |  |  |  |  |  |  |
|                                         |                                         |                                         |                                         |                                          |                                          |                                          |                                          |                                            |                                            |                                            |                                            |                                            |                                            |                                    |                                    |                                      |                                      |                                      |                                      |                                      |                                      |                                      |                                      |                                       |                                       |                                       |                                       |                                       |                                       |                                     |                                     |                                                   |                                                   |                                                   |                                                   |                                                   |                                                   |                                  |                                  |                                  |                                  |                                  |                                  |                                  |                                  |                                 |                                 |                                 |                                 |                     |                     |                                          |                                          |                                          |                                          |                                          |                                          |                               |                               |                               |                               |  |  | Baudouin                             | Baudouin                             | Baudouin                             | Baudouin                             | Baudouin                             | Baudouin                             |                       |                       | Hethoum               | Hethoum               | Hethoum | Hethoum | Hethoum | Hethoum |  |  |  |  |  |  |  |  |  |  |  |  |  |  |  |  |  |  |  |  |  |  |  |  |  |  |
|                                         |                                         |                                         |                                         |                                          |                                          |                                          |                                          |                                            |                                            |                                            |                                            |                                            |                                            |                                    |                                    |                                      |                                      |                                      |                                      |                                      |                                      |                                      |                                      |                                       |                                       |                                       |                                       |                                       |                                       |                                     |                                     |                                                   |                                                   |                                                   |                                                   |                                                   |                                                   |                                  |                                  |                                  |                                  |                                  |                                  |                                  |                                  |                                 |                                 |                                 |                                 |                     |                     |                                          |                                          |                                          |                                          |                                          |                                          |                               |                               |                               |                               |  |  | Baudouin                             | Baudouin                             | Baudouin                             | Baudouin                             | Baudouin                             | Baudouin                             |                       |                       | Hethoum               | Hethoum               | Hethoum | Hethoum | Hethoum | Hethoum |  |  |  |  |  |  |  |  |  |  |  |  |  |  |  |  |  |  |  |  |  |  |  |  |  |  |
| Héthoum II (1266-1307) roi d'Arménie    | Héthoum II (1266-1307) roi d'Arménie    | Héthoum II (1266-1307) roi d'Arménie    | Héthoum II (1266-1307) roi d'Arménie    | Héthoum II (1266-1307) roi d'Arménie     | Héthoum II (1266-1307) roi d'Arménie     |                                          |                                          | Sembat († 1311) roi d'Arménie              | Sembat († 1311) roi d'Arménie              | Sembat († 1311) roi d'Arménie              | Sembat († 1311) roi d'Arménie              | Sembat († 1311) roi d'Arménie              | Sembat († 1311) roi d'Arménie              |                                    |                                    | Thoros III (1271-1298) roi d'Arménie | Thoros III (1271-1298) roi d'Arménie | Thoros III (1271-1298) roi d'Arménie | Thoros III (1271-1298) roi d'Arménie | Thoros III (1271-1298) roi d'Arménie | Thoros III (1271-1298) roi d'Arménie |                                      |                                      | Constantin III († 1310) roi d'Arménie | Constantin III († 1310) roi d'Arménie | Constantin III († 1310) roi d'Arménie | Constantin III († 1310) roi d'Arménie | Constantin III († 1310) roi d'Arménie | Constantin III († 1310) roi d'Arménie |                                     |                                     | Isabelle x Amaury II de Lusignan régent de Chypre | Isabelle x Amaury II de Lusignan régent de Chypre | Isabelle x Amaury II de Lusignan régent de Chypre | Isabelle x Amaury II de Lusignan régent de Chypre | Isabelle x Amaury II de Lusignan régent de Chypre | Isabelle x Amaury II de Lusignan régent de Chypre |                                  |                                  | Oshin (1282-1320) roi d'Arménie  | Oshin (1282-1320) roi d'Arménie  | Oshin (1282-1320) roi d'Arménie  | Oshin (1282-1320) roi d'Arménie  | Oshin (1282-1320) roi d'Arménie  | Oshin (1282-1320) roi d'Arménie  |                                 |                                 | Isabelle de Korikos             | Isabelle de Korikos             | Isabelle de Korikos | Isabelle de Korikos | Isabelle de Korikos                      | Isabelle de Korikos                      |                                          |                                          | Oshin II († 1329) Sgr Korikos            | Oshin II († 1329) Sgr Korikos            | Oshin II († 1329) Sgr Korikos | Oshin II († 1329) Sgr Korikos | Oshin II († 1329) Sgr Korikos | Oshin II († 1329) Sgr Korikos |  |  |                                      |                                      |                                      |                                      |                                      |                                      |                       |                       |                       |                       |         |         |         |         |  |  |  |  |  |  |  |  |  |  |  |  |  |  |  |  |  |  |  |  |  |  |  |  |  |  |
| Héthoum II (1266-1307) roi d'Arménie    | Héthoum II (1266-1307) roi d'Arménie    | Héthoum II (1266-1307) roi d'Arménie    | Héthoum II (1266-1307) roi d'Arménie    | Héthoum II (1266-1307) roi d'Arménie     | Héthoum II (1266-1307) roi d'Arménie     |                                          |                                          | Sembat († 1311) roi d'Arménie              | Sembat († 1311) roi d'Arménie              | Sembat († 1311) roi d'Arménie              | Sembat († 1311) roi d'Arménie              | Sembat († 1311) roi d'Arménie              | Sembat († 1311) roi d'Arménie              |                                    |                                    | Thoros III (1271-1298) roi d'Arménie | Thoros III (1271-1298) roi d'Arménie | Thoros III (1271-1298) roi d'Arménie | Thoros III (1271-1298) roi d'Arménie | Thoros III (1271-1298) roi d'Arménie | Thoros III (1271-1298) roi d'Arménie |                                      |                                      | Constantin III († 1310) roi d'Arménie | Constantin III († 1310) roi d'Arménie | Constantin III († 1310) roi d'Arménie | Constantin III († 1310) roi d'Arménie | Constantin III († 1310) roi d'Arménie | Constantin III († 1310) roi d'Arménie |                                     |                                     | Isabelle x Amaury II de Lusignan régent de Chypre | Isabelle x Amaury II de Lusignan régent de Chypre | Isabelle x Amaury II de Lusignan régent de Chypre | Isabelle x Amaury II de Lusignan régent de Chypre | Isabelle x Amaury II de Lusignan régent de Chypre | Isabelle x Amaury II de Lusignan régent de Chypre |                                  |                                  | Oshin (1282-1320) roi d'Arménie  | Oshin (1282-1320) roi d'Arménie  | Oshin (1282-1320) roi d'Arménie  | Oshin (1282-1320) roi d'Arménie  | Oshin (1282-1320) roi d'Arménie  | Oshin (1282-1320) roi d'Arménie  |                                 |                                 | Isabelle de Korikos             | Isabelle de Korikos             | Isabelle de Korikos | Isabelle de Korikos | Isabelle de Korikos                      | Isabelle de Korikos                      |                                          |                                          | Oshin II († 1329) Sgr Korikos            | Oshin II († 1329) Sgr Korikos            | Oshin II († 1329) Sgr Korikos | Oshin II († 1329) Sgr Korikos | Oshin II († 1329) Sgr Korikos | Oshin II († 1329) Sgr Korikos |  |  |                                      |                                      |                                      |                                      |                                      |                                      |                       |                       |                       |                       |         |         |         |         |  |  |  |  |  |  |  |  |  |  |  |  |  |  |  |  |  |  |  |  |  |  |  |  |  |  |
|                                         |                                         |                                         |                                         |                                          |                                          |                                          |                                          |                                            |                                            |                                            |                                            |                                            |                                            |                                    |                                    |                                      |                                      |                                      |                                      |                                      |                                      |                                      |                                      |                                       |                                       |                                       |                                       |                                       |                                       |                                     |                                     |                                                   |                                                   |                                                   |                                                   |                                                   |                                                   |                                  |                                  |                                  |                                  |                                  |                                  |                                  |                                  |                                 |                                 |                                 |                                 |                     |                     |                                          |                                          |                                          |                                          |                                          |                                          |                               |                               |                               |                               |  |  |                                      |                                      |                                      |                                      |                                      |                                      |                       |                       |                       |                       |         |         |         |         |  |  |  |  |  |  |  |  |  |  |  |  |  |  |  |  |  |  |  |  |  |  |  |  |  |  |
|                                         |                                         |                                         |                                         |                                          |                                          |                                          |                                          |                                            |                                            |                                            |                                            |                                            |                                            |                                    |                                    |                                      |                                      |                                      |                                      |                                      |                                      |                                      |                                      |                                       |                                       |                                       |                                       |                                       |                                       |                                     |                                     |                                                   |                                                   |                                                   |                                                   |                                                   |                                                   |                                  |                                  |                                  |                                  |                                  |                                  |                                  |                                  |                                 |                                 |                                 |                                 |                     |                     |                                          |                                          |                                          |                                          |                                          |                                          |                               |                               |                               |                               |  |  |                                      |                                      |                                      |                                      |                                      |                                      |                       |                       |                       |                       |         |         |         |         |  |  |  |  |  |  |  |  |  |  |  |  |  |  |  |  |  |  |  |  |  |  |  |  |  |  |
|                                         |                                         |                                         |                                         |                                          |                                          |                                          |                                          |                                            |                                            |                                            |                                            |                                            |                                            |                                    |                                    | Léon IV (1287-1307) roi d'Arménie    | Léon IV (1287-1307) roi d'Arménie    | Léon IV (1287-1307) roi d'Arménie    | Léon IV (1287-1307) roi d'Arménie    | Léon IV (1287-1307) roi d'Arménie    | Léon IV (1287-1307) roi d'Arménie    |                                      |                                      | Constantin IV († 1344) roi d'Arménie  | Constantin IV († 1344) roi d'Arménie  | Constantin IV († 1344) roi d'Arménie  | Constantin IV († 1344) roi d'Arménie  | Constantin IV († 1344) roi d'Arménie  | Constantin IV († 1344) roi d'Arménie  |                                     |                                     | Jean († 1343) connétable                          | Jean († 1343) connétable                          | Jean († 1343) connétable                          | Jean († 1343) connétable                          | Jean († 1343) connétable                          | Jean († 1343) connétable                          |                                  |                                  | Léon V († 1341) roi d'Arménie    | Léon V († 1341) roi d'Arménie    | Léon V († 1341) roi d'Arménie    | Léon V († 1341) roi d'Arménie    | Léon V († 1341) roi d'Arménie    | Léon V († 1341) roi d'Arménie    |                                 |                                 | Alice († 1329)                  | Alice († 1329)                  | Alice († 1329)      | Alice († 1329)      | Alice († 1329)                           | Alice († 1329)                           |                                          |                                          | Marie († 1365)                           | Marie († 1365)                           | Marie († 1365)                | Marie († 1365)                | Marie († 1365)                | Marie († 1365)                |  |  | Constantin V († 1362) roi d'Arménie  | Constantin V († 1362) roi d'Arménie  | Constantin V († 1362) roi d'Arménie  | Constantin V († 1362) roi d'Arménie  | Constantin V († 1362) roi d'Arménie  | Constantin V († 1362) roi d'Arménie  |                       |                       |                       |                       |         |         |         |         |  |  |  |  |  |  |  |  |  |  |  |  |  |  |  |  |  |  |  |  |  |  |  |  |  |  |
|                                         |                                         |                                         |                                         |                                          |                                          |                                          |                                          |                                            |                                            |                                            |                                            |                                            |                                            |                                    |                                    | Léon IV (1287-1307) roi d'Arménie    | Léon IV (1287-1307) roi d'Arménie    | Léon IV (1287-1307) roi d'Arménie    | Léon IV (1287-1307) roi d'Arménie    | Léon IV (1287-1307) roi d'Arménie    | Léon IV (1287-1307) roi d'Arménie    |                                      |                                      | Constantin IV († 1344) roi d'Arménie  | Constantin IV († 1344) roi d'Arménie  | Constantin IV († 1344) roi d'Arménie  | Constantin IV († 1344) roi d'Arménie  | Constantin IV († 1344) roi d'Arménie  | Constantin IV († 1344) roi d'Arménie  |                                     |                                     | Jean († 1343) connétable                          | Jean († 1343) connétable                          | Jean († 1343) connétable                          | Jean († 1343) connétable                          | Jean († 1343) connétable                          | Jean († 1343) connétable                          |                                  |                                  | Léon V († 1341) roi d'Arménie    | Léon V († 1341) roi d'Arménie    | Léon V († 1341) roi d'Arménie    | Léon V († 1341) roi d'Arménie    | Léon V († 1341) roi d'Arménie    | Léon V († 1341) roi d'Arménie    |                                 |                                 | Alice († 1329)                  | Alice († 1329)                  | Alice († 1329)      | Alice († 1329)      | Alice († 1329)                           | Alice († 1329)                           |                                          |                                          | Marie († 1365)                           | Marie († 1365)                           | Marie († 1365)                | Marie († 1365)                | Marie († 1365)                | Marie († 1365)                |  |  | Constantin V († 1362) roi d'Arménie  | Constantin V († 1362) roi d'Arménie  | Constantin V († 1362) roi d'Arménie  | Constantin V († 1362) roi d'Arménie  | Constantin V († 1362) roi d'Arménie  | Constantin V († 1362) roi d'Arménie  |                       |                       |                       |                       |         |         |         |         |  |  |  |  |  |  |  |  |  |  |  |  |  |  |  |  |  |  |  |  |  |  |  |  |  |  |
|                                         |                                         |                                         |                                         |                                          |                                          |                                          |                                          |                                            |                                            |                                            |                                            |                                            |                                            |                                    |                                    |                                      |                                      |                                      |                                      |                                      |                                      |                                      |                                      |                                       |                                       |                                       |                                       |                                       |                                       |                                     |                                     |                                                   |                                                   |                                                   |                                                   |                                                   |                                                   |                                  |                                  |                                  |                                  |                                  |                                  |                                  |                                  |                                 |                                 |                                 |                                 |                     |                     |                                          |                                          |                                          |                                          |                                          |                                          |                               |                               |                               |                               |  |  |                                      |                                      |                                      |                                      |                                      |                                      |                       |                       |                       |                       |         |         |         |         |  |  |  |  |  |  |  |  |  |  |  |  |  |  |  |  |  |  |  |  |  |  |  |  |  |  |
|                                         |                                         |                                         |                                         |                                          |                                          |                                          |                                          |                                            |                                            |                                            |                                            |                                            |                                            |                                    |                                    |                                      |                                      |                                      |                                      |                                      |                                      |                                      |                                      |                                       |                                       |                                       |                                       |                                       |                                       |                                     |                                     |                                                   |                                                   |                                                   |                                                   |                                                   |                                                   |                                  |                                  |                                  |                                  |                                  |                                  |                                  |                                  |                                 |                                 |                                 |                                 |                     |                     | N                                        |                                          |                                          |                                          |                                          |                                          |                               |                               |                               |                               |  |  |                                      |                                      |                                      |                                      |                                      |                                      |                       |                       |                       |                       |         |         |         |         |  |  |  |  |  |  |  |  |  |  |  |  |  |  |  |  |  |  |  |  |  |  |  |  |  |  |
|                                         |                                         |                                         |                                         |                                          |                                          |                                          |                                          |                                            |                                            |                                            |                                            |                                            |                                            |                                    |                                    |                                      |                                      |                                      |                                      |                                      |                                      |                                      |                                      |                                       |                                       |                                       |                                       |                                       |                                       |                                     |                                     |                                                   |                                                   |                                                   |                                                   |                                                   |                                                   |                                  |                                  |                                  |                                  |                                  |                                  |                                  |                                  |                                 |                                 |                                 |                                 |                     |                     |                                          |                                          |                                          |                                          |                                          |                                          |                               |                               |                               |                               |  |  |                                      |                                      |                                      |                                      |                                      |                                      |                       |                       |                       |                       |         |         |         |         |  |  |  |  |  |  |  |  |  |  |  |  |  |  |  |  |  |  |  |  |  |  |  |  |  |  |
|                                         |                                         |                                         |                                         |                                          |                                          |                                          |                                          |                                            |                                            |                                            |                                            |                                            |                                            |                                    |                                    |                                      |                                      |                                      |                                      |                                      |                                      |                                      |                                      |                                       |                                       |                                       |                                       |                                       |                                       |                                     |                                     |                                                   |                                                   |                                                   |                                                   |                                                   |                                                   |                                  |                                  |                                  |                                  |                                  |                                  |                                  |                                  |                                 |                                 |                                 |                                 |                     |                     |                                          |                                          |                                          |                                          |                                          |                                          |                               |                               |                               |                               |  |  |                                      |                                      |                                      |                                      |                                      |                                      |                       |                       |                       |                       |         |         |         |         |  |  |  |  |  |  |  |  |  |  |  |  |  |  |  |  |  |  |  |  |  |  |  |  |  |  |
|                                         |                                         |                                         |                                         |                                          |                                          |                                          |                                          |                                            |                                            |                                            |                                            |                                            |                                            |                                    |                                    |                                      |                                      |                                      |                                      |                                      |                                      |                                      |                                      |                                       |                                       |                                       |                                       |                                       |                                       |                                     |                                     | Léon VI († 1393) roi d'Arménie                    | Léon VI († 1393) roi d'Arménie                    | Léon VI († 1393) roi d'Arménie                    | Léon VI († 1393) roi d'Arménie                    | Léon VI († 1393) roi d'Arménie                    | Léon VI († 1393) roi d'Arménie                    |                                  |                                  |                                  |                                  |                                  |                                  |                                  |                                  |                                 |                                 |                                 |                                 |                     |                     | Marie d'Oghruy                           | Marie d'Oghruy                           | Marie d'Oghruy                           | Marie d'Oghruy                           | Marie d'Oghruy                           | Marie d'Oghruy                           |                               |                               |                               |                               |  |  | Constantin VI († 1373) roi d'Arménie | Constantin VI († 1373) roi d'Arménie | Constantin VI († 1373) roi d'Arménie | Constantin VI († 1373) roi d'Arménie | Constantin VI († 1373) roi d'Arménie | Constantin VI († 1373) roi d'Arménie |                       |                       |                       |                       |         |         |         |         |  |  |  |  |  |  |  |  |  |  |  |  |  |  |  |  |  |  |  |  |  |  |  |  |  |  |
|                                         |                                         |                                         |                                         |                                          |                                          |                                          |                                          |                                            |                                            |                                            |                                            |                                            |                                            |                                    |                                    |                                      |                                      |                                      |                                      |                                      |                                      |                                      |                                      |                                       |                                       |                                       |                                       |                                       |                                       |                                     |                                     | Léon VI († 1393) roi d'Arménie                    | Léon VI († 1393) roi d'Arménie                    | Léon VI († 1393) roi d'Arménie                    | Léon VI († 1393) roi d'Arménie                    | Léon VI († 1393) roi d'Arménie                    | Léon VI († 1393) roi d'Arménie                    |                                  |                                  |                                  |                                  |                                  |                                  |                                  |                                  |                                 |                                 |                                 |                                 |                     |                     | Marie d'Oghruy                           | Marie d'Oghruy                           | Marie d'Oghruy                           | Marie d'Oghruy                           | Marie d'Oghruy                           | Marie d'Oghruy                           |                               |                               |                               |                               |  |  | Constantin VI († 1373) roi d'Arménie | Constantin VI († 1373) roi d'Arménie | Constantin VI († 1373) roi d'Arménie | Constantin VI († 1373) roi d'Arménie | Constantin VI († 1373) roi d'Arménie | Constantin VI († 1373) roi d'Arménie |                       |                       |                       |                       |         |         |         |         |  |  |  |  |  |  |  |  |  |  |  |  |  |  |  |  |  |  |  |  |  |  |  |  |  |  |

### Les Lusignan et les rois d'Arménie
|                                               |                                               |                                               |                                               |                                               |                                               |  |  |                                     |                                     |                                     |                                     |                                     |                                     | Bohémond IV († 1217) prince d'Antioche |                                  |                                      |                                      |                                      |                                      |                                      |                                      |  |  |                                                   |                                                   |                                                   |                                                   |                                                   |                                                   |  |  |                   |                   |                   |                   |                   |                   |  |  |                                                           |                                                           |                                                           |                                                           |                                                           |                                                           |                                       |                                       |                                |                                |                                |                                |                                |                                |  |  |                                                                   |                                                                   |                                                                   |                                                                   |                                                                   |                                                                   |  |  |  |  |  |  |  |  |  |  |  |  |  |  |  |  |  |  |  |  |  |  |  |  |  |  |  |  |  |  |  |  |
|                                               |                                               |                                               |                                               |                                               |                                               |  |  |                                     |                                     |                                     |                                     |                                     |                                     |                                        |                                  |                                      |                                      |                                      |                                      |                                      |                                      |  |  |                                                   |                                                   |                                                   |                                                   |                                                   |                                                   |  |  |                   |                   |                   |                   |                   |                   |  |  |                                                           |                                                           |                                                           |                                                           |                                                           |                                                           |                                       |                                       |                                |                                |                                |                                |                                |                                |  |  |                                                                   |                                                                   |                                                                   |                                                                   |                                                                   |                                                                   |  |  |  |  |  |  |  |  |  |  |  |  |  |  |  |  |  |  |  |  |  |  |  |  |  |  |  |  |  |  |  |  |
|                                               |                                               |                                               |                                               |                                               |                                               |  |  |                                     |                                     |                                     |                                     |                                     |                                     |                                        |                                  |                                      |                                      |                                      |                                      |                                      |                                      |  |  |                                                   |                                                   |                                                   |                                                   |                                                   |                                                   |  |  |                   |                   |                   |                   |                   |                   |  |  |                                                           |                                                           |                                                           |                                                           |                                                           |                                                           |                                       |                                       |                                |                                |                                |                                |                                |                                |  |  |                                                                   |                                                                   |                                                                   |                                                                   |                                                                   |                                                                   |  |  |  |  |  |  |  |  |  |  |  |  |  |  |  |  |  |  |  |  |  |  |  |  |  |  |  |  |  |  |  |  |
| Bohémond V († 1252) prince d'Antioche         | Bohémond V († 1252) prince d'Antioche         | Bohémond V († 1252) prince d'Antioche         | Bohémond V († 1252) prince d'Antioche         | Bohémond V († 1252) prince d'Antioche         | Bohémond V († 1252) prince d'Antioche         |  |  |                                     |                                     | Philippe († 1225) roi d'Arménie     | Philippe († 1225) roi d'Arménie     | Philippe († 1225) roi d'Arménie     | Philippe († 1225) roi d'Arménie     | Philippe († 1225) roi d'Arménie        | Philippe († 1225) roi d'Arménie  |                                      |                                      |                                      |                                      |                                      |                                      |  |  |                                                   |                                                   |                                                   |                                                   |                                                   |                                                   |  |  |                   |                   |                   |                   |                   |                   |  |  |                                                           |                                                           | Henri († 1276) x Isabelle de Lusignan                     | Henri († 1276) x Isabelle de Lusignan                     | Henri († 1276) x Isabelle de Lusignan                     | Henri († 1276) x Isabelle de Lusignan                     | Henri († 1276) x Isabelle de Lusignan | Henri († 1276) x Isabelle de Lusignan |                                |                                |                                |                                |                                |                                |  |  |                                                                   |                                                                   |                                                                   |                                                                   |                                                                   |                                                                   |  |  |  |  |  |  |  |  |  |  |  |  |  |  |  |  |  |  |  |  |  |  |  |  |  |  |  |  |  |  |  |  |
| Bohémond V († 1252) prince d'Antioche         | Bohémond V († 1252) prince d'Antioche         | Bohémond V († 1252) prince d'Antioche         | Bohémond V († 1252) prince d'Antioche         | Bohémond V († 1252) prince d'Antioche         | Bohémond V († 1252) prince d'Antioche         |  |  |                                     |                                     | Philippe († 1225) roi d'Arménie     | Philippe († 1225) roi d'Arménie     | Philippe († 1225) roi d'Arménie     | Philippe († 1225) roi d'Arménie     | Philippe († 1225) roi d'Arménie        | Philippe († 1225) roi d'Arménie  |                                      |                                      |                                      |                                      |                                      |                                      |  |  |                                                   |                                                   |                                                   |                                                   |                                                   |                                                   |  |  |                   |                   |                   |                   |                   |                   |  |  |                                                           |                                                           | Henri († 1276) x Isabelle de Lusignan                     | Henri († 1276) x Isabelle de Lusignan                     | Henri († 1276) x Isabelle de Lusignan                     | Henri († 1276) x Isabelle de Lusignan                     | Henri († 1276) x Isabelle de Lusignan | Henri († 1276) x Isabelle de Lusignan |                                |                                |                                |                                |                                |                                |  |  |                                                                   |                                                                   |                                                                   |                                                                   |                                                                   |                                                                   |  |  |  |  |  |  |  |  |  |  |  |  |  |  |  |  |  |  |  |  |  |  |  |  |  |  |  |  |  |  |  |  |
|                                               |                                               |                                               |                                               |                                               |                                               |  |  |                                     |                                     |                                     |                                     |                                     |                                     |                                        |                                  |                                      |                                      |                                      |                                      |                                      |                                      |  |  |                                                   |                                                   |                                                   |                                                   |                                                   |                                                   |  |  |                   |                   |                   |                   |                   |                   |  |  |                                                           |                                                           | Hugues III de Lusignan roi de Chypre                      |                                                           |                                                           |                                                           |                                       |                                       |                                |                                |                                |                                |                                |                                |  |  |                                                                   |                                                                   |                                                                   |                                                                   |                                                                   |                                                                   |  |  |  |  |  |  |  |  |  |  |  |  |  |  |  |  |  |  |  |  |  |  |  |  |  |  |  |  |  |  |  |  |
|                                               |                                               |                                               |                                               |                                               |                                               |  |  |                                     |                                     |                                     |                                     |                                     |                                     |                                        |                                  |                                      |                                      |                                      |                                      |                                      |                                      |  |  |                                                   |                                                   |                                                   |                                                   |                                                   |                                                   |  |  |                   |                   |                   |                   |                   |                   |  |  |                                                           |                                                           |                                                           |                                                           |                                                           |                                                           |                                       |                                       |                                |                                |                                |                                |                                |                                |  |  |                                                                   |                                                                   |                                                                   |                                                                   |                                                                   |                                                                   |  |  |  |  |  |  |  |  |  |  |  |  |  |  |  |  |  |  |  |  |  |  |  |  |  |  |  |  |  |  |  |  |
|                                               |                                               |                                               |                                               |                                               |                                               |  |  |                                     |                                     |                                     |                                     |                                     |                                     |                                        |                                  |                                      |                                      |                                      |                                      |                                      |                                      |  |  |                                                   |                                                   |                                                   |                                                   |                                                   |                                                   |  |  |                   |                   |                   |                   |                   |                   |  |  |                                                           |                                                           |                                                           |                                                           |                                                           |                                                           |                                       |                                       |                                |                                |                                |                                |                                |                                |  |  |                                                                   |                                                                   |                                                                   |                                                                   |                                                                   |                                                                   |  |  |  |  |  |  |  |  |  |  |  |  |  |  |  |  |  |  |  |  |  |  |  |  |  |  |  |  |  |  |  |  |
| Helvis x Héthoum II (1266-1307) roi d'Arménie | Helvis x Héthoum II (1266-1307) roi d'Arménie | Helvis x Héthoum II (1266-1307) roi d'Arménie | Helvis x Héthoum II (1266-1307) roi d'Arménie | Helvis x Héthoum II (1266-1307) roi d'Arménie | Helvis x Héthoum II (1266-1307) roi d'Arménie |  |  |                                     |                                     |                                     |                                     | Isabelle x Constantin Sgr Neghir    | Isabelle x Constantin Sgr Neghir    | Isabelle x Constantin Sgr Neghir       | Isabelle x Constantin Sgr Neghir | Isabelle x Constantin Sgr Neghir     | Isabelle x Constantin Sgr Neghir     |                                      |                                      |                                      |                                      |  |  | Marguerite x Thoros III (1271-1298) roi d'Arménie | Marguerite x Thoros III (1271-1298) roi d'Arménie | Marguerite x Thoros III (1271-1298) roi d'Arménie | Marguerite x Thoros III (1271-1298) roi d'Arménie | Marguerite x Thoros III (1271-1298) roi d'Arménie | Marguerite x Thoros III (1271-1298) roi d'Arménie |  |  |                   |                   |                   |                   |                   |                   |  |  | Amaury II de Chypre régent de Chypre x Isabelle d'Arménie | Amaury II de Chypre régent de Chypre x Isabelle d'Arménie | Amaury II de Chypre régent de Chypre x Isabelle d'Arménie | Amaury II de Chypre régent de Chypre x Isabelle d'Arménie | Amaury II de Chypre régent de Chypre x Isabelle d'Arménie | Amaury II de Chypre régent de Chypre x Isabelle d'Arménie |                                       |                                       |                                |                                |                                |                                |                                |                                |  |  | Guy de Chypre x Echive d'Ibelin                                   | Guy de Chypre x Echive d'Ibelin                                   | Guy de Chypre x Echive d'Ibelin                                   | Guy de Chypre x Echive d'Ibelin                                   | Guy de Chypre x Echive d'Ibelin                                   | Guy de Chypre x Echive d'Ibelin                                   |  |  |  |  |  |  |  |  |  |  |  |  |  |  |  |  |  |  |  |  |  |  |  |  |  |  |  |  |  |  |  |  |
| Helvis x Héthoum II (1266-1307) roi d'Arménie | Helvis x Héthoum II (1266-1307) roi d'Arménie | Helvis x Héthoum II (1266-1307) roi d'Arménie | Helvis x Héthoum II (1266-1307) roi d'Arménie | Helvis x Héthoum II (1266-1307) roi d'Arménie | Helvis x Héthoum II (1266-1307) roi d'Arménie |  |  |                                     |                                     |                                     |                                     | Isabelle x Constantin Sgr Neghir    | Isabelle x Constantin Sgr Neghir    | Isabelle x Constantin Sgr Neghir       | Isabelle x Constantin Sgr Neghir | Isabelle x Constantin Sgr Neghir     | Isabelle x Constantin Sgr Neghir     |                                      |                                      |                                      |                                      |  |  | Marguerite x Thoros III (1271-1298) roi d'Arménie | Marguerite x Thoros III (1271-1298) roi d'Arménie | Marguerite x Thoros III (1271-1298) roi d'Arménie | Marguerite x Thoros III (1271-1298) roi d'Arménie | Marguerite x Thoros III (1271-1298) roi d'Arménie | Marguerite x Thoros III (1271-1298) roi d'Arménie |  |  |                   |                   |                   |                   |                   |                   |  |  | Amaury II de Chypre régent de Chypre x Isabelle d'Arménie | Amaury II de Chypre régent de Chypre x Isabelle d'Arménie | Amaury II de Chypre régent de Chypre x Isabelle d'Arménie | Amaury II de Chypre régent de Chypre x Isabelle d'Arménie | Amaury II de Chypre régent de Chypre x Isabelle d'Arménie | Amaury II de Chypre régent de Chypre x Isabelle d'Arménie |                                       |                                       |                                |                                |                                |                                |                                |                                |  |  | Guy de Chypre x Echive d'Ibelin                                   | Guy de Chypre x Echive d'Ibelin                                   | Guy de Chypre x Echive d'Ibelin                                   | Guy de Chypre x Echive d'Ibelin                                   | Guy de Chypre x Echive d'Ibelin                                   | Guy de Chypre x Echive d'Ibelin                                   |  |  |  |  |  |  |  |  |  |  |  |  |  |  |  |  |  |  |  |  |  |  |  |  |  |  |  |  |  |  |  |  |
|                                               |                                               |                                               |                                               |                                               |                                               |  |  |                                     |                                     |                                     |                                     |                                     |                                     |                                        |                                  |                                      |                                      |                                      |                                      |                                      |                                      |  |  |                                                   |                                                   |                                                   |                                                   |                                                   |                                                   |  |  |                   |                   |                   |                   |                   |                   |  |  |                                                           |                                                           |                                                           |                                                           |                                                           |                                                           |                                       |                                       |                                |                                |                                |                                |                                |                                |  |  |                                                                   |                                                                   |                                                                   |                                                                   |                                                                   |                                                                   |  |  |  |  |  |  |  |  |  |  |  |  |  |  |  |  |  |  |  |  |  |  |  |  |  |  |  |  |  |  |  |  |
|                                               |                                               |                                               |                                               |                                               |                                               |  |  | Baudouin                            | Baudouin                            | Baudouin                            | Baudouin                            | Baudouin                            | Baudouin                            |                                        |                                  | Hethoum                              | Hethoum                              | Hethoum                              | Hethoum                              | Hethoum                              | Hethoum                              |  |  | Léon IV (1287-1307) roi d'Arménie                 | Léon IV (1287-1307) roi d'Arménie                 | Léon IV (1287-1307) roi d'Arménie                 | Léon IV (1287-1307) roi d'Arménie                 | Léon IV (1287-1307) roi d'Arménie                 | Léon IV (1287-1307) roi d'Arménie                 |  |  | Marie de Lusignan | Marie de Lusignan | Marie de Lusignan | Marie de Lusignan | Marie de Lusignan | Marie de Lusignan |  |  | Constantin IV d'Arménie († 1344) roi d'Arménie            | Constantin IV d'Arménie († 1344) roi d'Arménie            | Constantin IV d'Arménie († 1344) roi d'Arménie            | Constantin IV d'Arménie († 1344) roi d'Arménie            | Constantin IV d'Arménie († 1344) roi d'Arménie            | Constantin IV d'Arménie († 1344) roi d'Arménie            |                                       |                                       | Jean († 1343) connétable       | Jean († 1343) connétable       | Jean († 1343) connétable       | Jean († 1343) connétable       | Jean († 1343) connétable       | Jean († 1343) connétable       |  |  | Hugues IV († 1359) roi de Chypre                                  | Hugues IV († 1359) roi de Chypre                                  | Hugues IV († 1359) roi de Chypre                                  | Hugues IV († 1359) roi de Chypre                                  | Hugues IV († 1359) roi de Chypre                                  | Hugues IV († 1359) roi de Chypre                                  |  |  |  |  |  |  |  |  |  |  |  |  |  |  |  |  |  |  |  |  |  |  |  |  |  |  |  |  |  |  |  |  |
|                                               |                                               |                                               |                                               |                                               |                                               |  |  | Baudouin                            | Baudouin                            | Baudouin                            | Baudouin                            | Baudouin                            | Baudouin                            |                                        |                                  | Hethoum                              | Hethoum                              | Hethoum                              | Hethoum                              | Hethoum                              | Hethoum                              |  |  | Léon IV (1287-1307) roi d'Arménie                 | Léon IV (1287-1307) roi d'Arménie                 | Léon IV (1287-1307) roi d'Arménie                 | Léon IV (1287-1307) roi d'Arménie                 | Léon IV (1287-1307) roi d'Arménie                 | Léon IV (1287-1307) roi d'Arménie                 |  |  | Marie de Lusignan | Marie de Lusignan | Marie de Lusignan | Marie de Lusignan | Marie de Lusignan | Marie de Lusignan |  |  | Constantin IV d'Arménie († 1344) roi d'Arménie            | Constantin IV d'Arménie († 1344) roi d'Arménie            | Constantin IV d'Arménie († 1344) roi d'Arménie            | Constantin IV d'Arménie († 1344) roi d'Arménie            | Constantin IV d'Arménie († 1344) roi d'Arménie            | Constantin IV d'Arménie († 1344) roi d'Arménie            |                                       |                                       | Jean († 1343) connétable       | Jean († 1343) connétable       | Jean († 1343) connétable       | Jean († 1343) connétable       | Jean († 1343) connétable       | Jean († 1343) connétable       |  |  | Hugues IV († 1359) roi de Chypre                                  | Hugues IV († 1359) roi de Chypre                                  | Hugues IV († 1359) roi de Chypre                                  | Hugues IV († 1359) roi de Chypre                                  | Hugues IV († 1359) roi de Chypre                                  | Hugues IV († 1359) roi de Chypre                                  |  |  |  |  |  |  |  |  |  |  |  |  |  |  |  |  |  |  |  |  |  |  |  |  |  |  |  |  |  |  |  |  |
|                                               |                                               |                                               |                                               |                                               |                                               |  |  |                                     |                                     |                                     |                                     |                                     |                                     |                                        |                                  |                                      |                                      |                                      |                                      |                                      |                                      |  |  |                                                   |                                                   |                                                   |                                                   |                                                   |                                                   |  |  |                   |                   |                   |                   |                   |                   |  |  |                                                           |                                                           |                                                           |                                                           |                                                           |                                                           |                                       |                                       |                                |                                |                                |                                |                                |                                |  |  |                                                                   |                                                                   |                                                                   |                                                                   |                                                                   |                                                                   |  |  |  |  |  |  |  |  |  |  |  |  |  |  |  |  |  |  |  |  |  |  |  |  |  |  |  |  |  |  |  |  |
|                                               |                                               |                                               |                                               |                                               |                                               |  |  | Constantin V († 1362) roi d'Arménie | Constantin V († 1362) roi d'Arménie | Constantin V († 1362) roi d'Arménie | Constantin V († 1362) roi d'Arménie | Constantin V († 1362) roi d'Arménie | Constantin V († 1362) roi d'Arménie |                                        |                                  | Constantin VI († 1373) roi d'Arménie | Constantin VI († 1373) roi d'Arménie | Constantin VI († 1373) roi d'Arménie | Constantin VI († 1373) roi d'Arménie | Constantin VI († 1373) roi d'Arménie | Constantin VI († 1373) roi d'Arménie |  |  |                                                   |                                                   |                                                   |                                                   |                                                   |                                                   |  |  |                   |                   |                   |                   |                   |                   |  |  |                                                           |                                                           |                                                           |                                                           |                                                           |                                                           |                                       |                                       | Léon VI († 1393) roi d'Arménie | Léon VI († 1393) roi d'Arménie | Léon VI († 1393) roi d'Arménie | Léon VI († 1393) roi d'Arménie | Léon VI († 1393) roi d'Arménie | Léon VI († 1393) roi d'Arménie |  |  | Jacques Ier († 1398) roi de Chypre roi titulaire d'Arménie (1393) | Jacques Ier († 1398) roi de Chypre roi titulaire d'Arménie (1393) | Jacques Ier († 1398) roi de Chypre roi titulaire d'Arménie (1393) | Jacques Ier († 1398) roi de Chypre roi titulaire d'Arménie (1393) | Jacques Ier († 1398) roi de Chypre roi titulaire d'Arménie (1393) | Jacques Ier († 1398) roi de Chypre roi titulaire d'Arménie (1393) |  |  |  |  |  |  |  |  |  |  |  |  |  |  |  |  |  |  |  |  |  |  |  |  |  |  |  |  |  |  |  |  |

## Sources
- René Grousset, L'Empire du Levant : Histoire de la Question d'Orient, Paris, Payot, coll. « Bibliothèque historique », 1949 (réimpr. 1979), 648 p. (ISBN 978-2-228-12530-7)